# 노리치 공항
노리치 공항(영어: Norwich Airport, IATA: NWI, ICAO: EGSH)은 잉글랜드 노퍽주 헬스던에 있는 국제공항으로 노리치에서 북쪽으로 2.5마일(4km) 떨어져 있다.